# Municipio de French Creek (Iowa)
El municipio de French Creek (en inglés: French Creek Township) es uno de los dieciocho municipios ubicados en el condado de Allamakee en el estado estadounidense de Iowa. En el año 2000 el municipio tenía una población de 211 habitantes y una densidad poblacional de 2,2 personas por km².

## Geografía
El municipio de French Creek se encuentra ubicado en las coordenadas 43°23′01″N 91°25′27″O / 43.38361, -91.42417..